# Ojajärv
Ojajärv (est. Ojajärv) – jezioro w Estonii, w prowincji Valgamaa, w gminie Karula. Położone jest na północny wschód od wsi Rebasemõisa. Ma powierzchnię 0,7 ha linię brzegową o długości 332 m, długość 125 m i szerokość 80 m. Sąsiaduje z jeziorami Alakonnu, Ähijärv, Põrgujärv, Viitka, Rebäsejärv, Õdri. Położone jest na terenie Parku Narodowego Karula.